# Liste des maires de Lons-le-Saunier
Cet article dresse une liste par ordre de mandat des maires de Lons-le-Saunier.

## Liste des maires

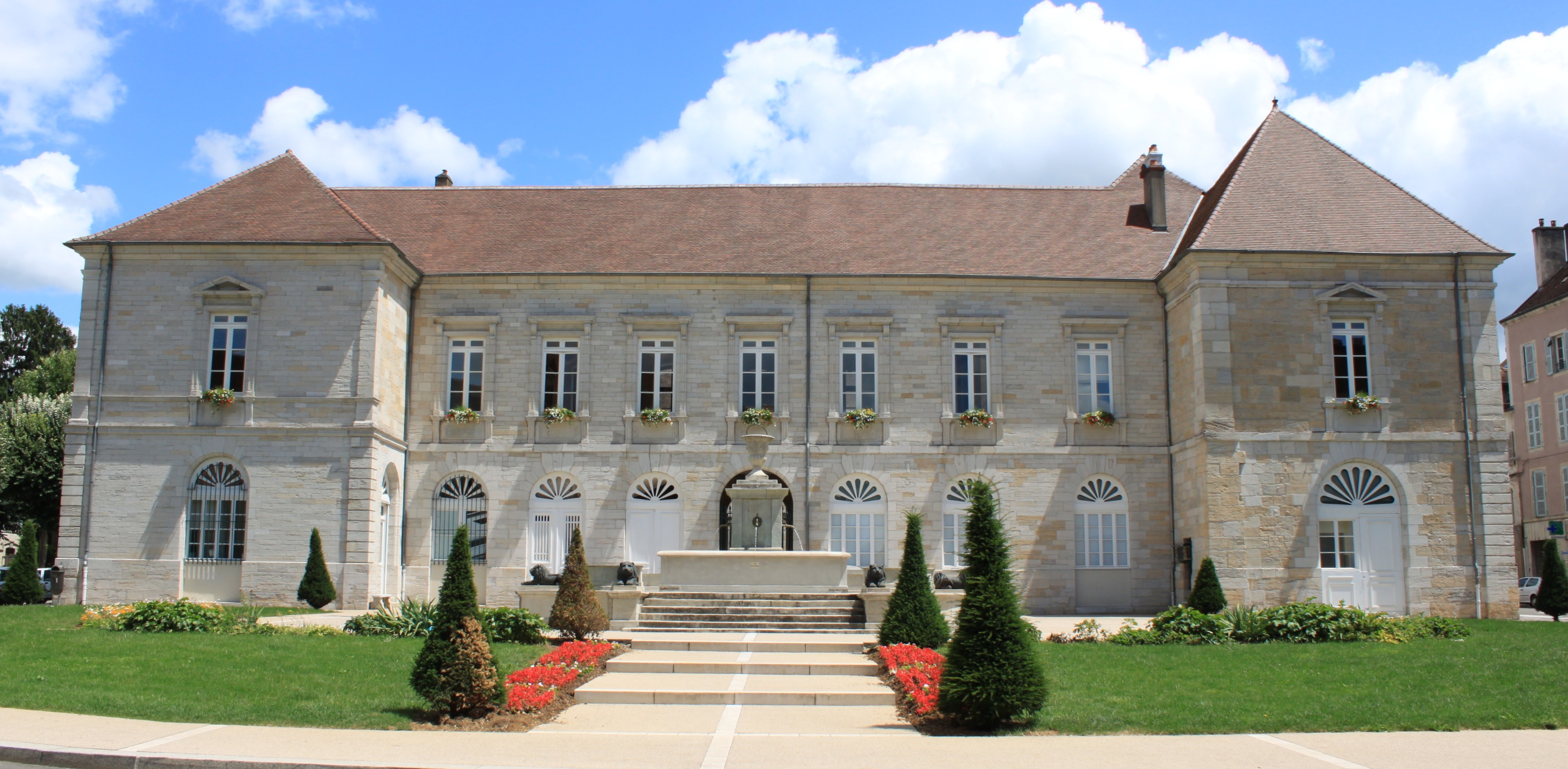
L'hôtel de ville de Lons-le-Saunier.

| Période                                  | Période | Identité                  | Étiquette | Qualité                 |
| ---------------------------------------- | ------- | ------------------------- | --------- | ----------------------- |
| Les données manquantes sont à compléter. |         |                           |           |                         |
| 1716                                     | 1716    | Joseph Ferdinand Couthaud |           | Avocat                  |
| Les données manquantes sont à compléter. |         |                           |           |                         |
| 1719                                     | 1719    | Jean François Couthaud    |           | Médecin                 |
| Les données manquantes sont à compléter. |         |                           |           |                         |
| 1721                                     | 1721    | Pierre II Couthaud        |           | Avocat Modèle:ÉluDonées |
| 1764                                     | 1765    | Pierre Désiré Deleschaux  |           | Avocat                  |
| Les données manquantes sont à compléter. |         |                           |           |                         |
| 1783                                     | 1786    | Jean Baptiste Guichard    |           | Juge                    |
| 1786                                     | 1790    | Joseph Désiré Brillon     |           | Médecin                 |

| Période                                  | Période        | Identité                               | Étiquette            | Qualité |
| ---------------------------------------- | -------------- | -------------------------------------- | -------------------- | --- |
| Les données manquantes sont à compléter. |                |                                        |                      | |
| 1790                                     | 1791           | Marie-Denis Vaucher                    |                      | Avocat |
| 1791                                     | 1791           | René-François Dumas                    | Montagne             | Avocat |
| Les données manquantes sont à compléter. |                |                                        |                      | |
| 1793                                     | 1794           | Claude Étienne Ragmey                  |                      | |
| 1794                                     | 1795           | Jean François Guyetant                 |                      | Médecin |
| 1795                                     | 1796           | Joseph Désiré Brillon                  |                      | Médecin |
| Les données manquantes sont à compléter. |                |                                        |                      | |
| 1798                                     | 1798           | Claude André Delhorme                  |                      | Imprimeur |
| 1798                                     | 1804           | Jean Henri François Marion             |                      | Curé |
| 1804                                     | 1805           | Joseph Désiré Brillon                  | Bonapartiste         | Médecin |
| 1805                                     | 1808           | Pierre François Désiré Gerrier         | Bonapartiste         | Avocat |
| 1808                                     | 1813           | François Ignace Prat                   | Bonapartiste         | Médecin |
| 1813                                     | 1814           | François Xavier Catherine de Champagne | Ultraroyaliste       | |
| 1815                                     | 1815           | Claude Clair Gacon                     |                      | Avocat |
| 1815                                     | 1815           | Jean François Tamisier                 |                      | Avoué |
| 1815                                     | 1816           | André Bonaventure Jobin                |                      | Avocat |
| 1816                                     | 1817           | François Xavier Catherine de Champagne | Ultraroyaliste       | |
| 1817                                     | 1826           | André Bonaventure Jobin                |                      | Avocat |
| 1826                                     | 1830           | François Joseph Jacquier               |                      | Notaire |
| 1830                                     | 1831           | Jean François Tamisier                 |                      | Avoué |
| 1831                                     | 1837           | Jean Jacques Cuenne                    |                      | Avocat |
| 1837                                     | 1840           | Louis Clément Houry                    |                      | Géomètre |
| 1840                                     | 1847           | Claude Marie Lucien Bouquet            |                      | Avoué |
| 1848                                     | 1849           | Claude Pierre François Xavier Loiseau  | Républicain          | Médecin |
| 1849                                     | 1859           | Victor Nestor Lorain                   | Bonapartiste         | Avocat |
| 1859                                     | 1870           | Ernest Gustave Charles Ragmey          | Bonapartiste         | Médecin |
| 1870                                     | 1871           | Jules Thurel                           | Républicain          | Ingénieur civil des Mines Conseiller général de Lons-le-Saunier (1871-1883) Député (1871-1876) Sénateur (1876-1897)                 |
| Les données manquantes sont à compléter. |                |                                        |                      | |
| 1874                                     | 1884           | Camille Prost                          |                      | Banquier |
| 1884                                     | 1888           | Louis Cyprien Rousseau                 |                      | Architecte |
| 1888                                     | 1900           | Camille Prost                          |                      | Banquier |
| 1900                                     | 1912           | Edmond Chapuis                         | PRRRS                | Médecin Conseiller général de Lons-le-Saunier (1897-1913) Député (1906-1915)                                                        |
| 1912                                     | 1919           | Louis Jean Claude Legrand              | PRRRS                | Pharmacien |
| 1919                                     | 1929           | Jules Lebrun                           | PRRRS                | Avocat |
| 1929                                     | 1936           | Édouard Guenon                         | PRRRS                | Négociant |
| 1936                                     | 1937           | Charles Cencelme                       | PRRRS                | Ingénieur agricole Conseiller général de Lons-le-Saunier (1931-1937) Sénateur (1933-1937)                                           |
| 1937                                     | 1944           | Louis Mareschal                        | PRRRS                | Expert-comptable |
| 1944                                     | 1965           | Paul Seguin                            | PRRRS                | Négociant Conseiller général de Lons-le-Saunier (1945-1967) Sénateur (1955-1959)                                                    |
| 1965                                     | 1977           | René Feït                              | RI puis UDF-PR       | Médecin Conseiller général de Lons-le-Saunier (1967-1973) Conseiller général de Lons-le-Saunier-Nord (1973-1998) Député (1967-1981) |
| 1977                                     | 1989           | Henri Auger                            | PCF                  | Professeur Conseiller général de Lons-le-Saunier-Sud (1973-1982)                                                                    |
| 19 mars 1989                             | 4 juillet 2020 | Jacques Pélissard,                     | RPR puis UMP puis LR | Avocat Député (1993-2017) Président de l'AMF (2004-2014)                                                                            |
| 4 juillet 2020                           | En cours       | Jean-Yves Ravier                       | DVG                  | Kinésithérapeute |